# Krpce

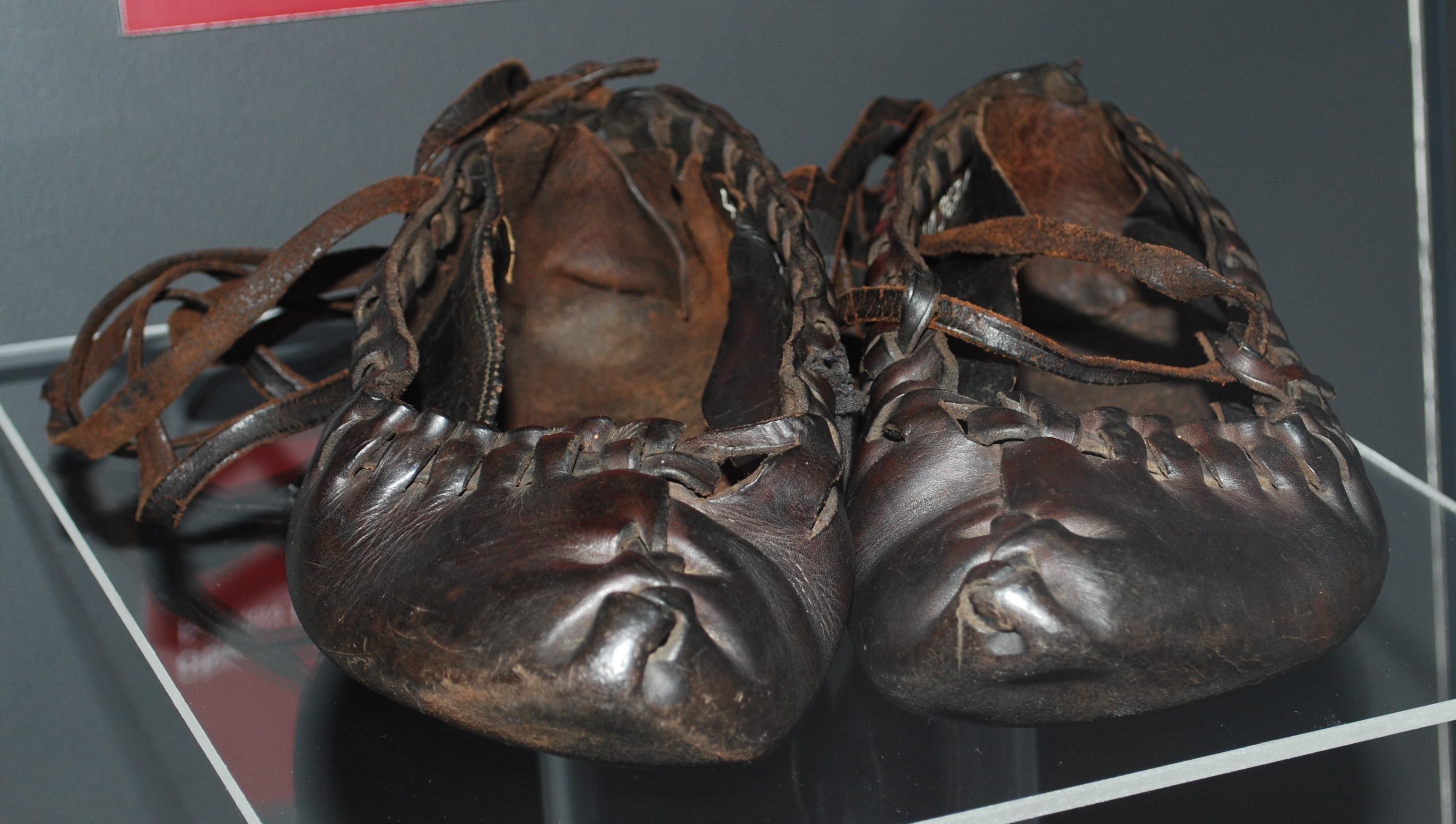
Dámské krpce (1925)

Krpce jsou ručně šité měkké kožené boty, které se dříve běžně nosily v hornatých karpatských oblastech. Jsou součástí tradičních moravských lidových krojů a historických středověkých kostýmů.

## Historie
Navazují na starý typ ovinovací obuvi, u slovanských národů doložené v 9.–10. století, známé i u ostatních evropských a mimoevropských národů. Již ve středověku se staly symbolem rolnických vrstev. Ve střední Evropě se udržely zejména v izolovaných horských oblastech až do 1. světové války, postupně je nahradily papuče, čižmy a polobotky. Podobné typy obuvi se vyvinuly nezávisle na sobě v různých oblastech světa, například u amerických Indiánů, v asijských stepích nebo v arktické oblasti. Vznik krpců, jaké můžeme pozorovat u Slovanů prakticky až dodnes, kladou archeologové a historici až do doby bronzové (u nás kolem roku 1700 př. n. l., únětická kultura).
Tato obuv, která se až do nedávné doby ještě v odlehlých oblastech používala, je doložena v celém karpatském oblouku. U jižních Slovanů na Balkáně („opánky“), dále v jižním Rusku („kurpy, kerpeč“), v Bulharsku („opinci“ nebo „črvuli“), v Rumunsku („opinka“), na Ukrajině („chodaki“ nebo „postoly“) a také zčásti v jižním Polsku („kierpce“), na hornatém Slovensku (krpce nebo „kapce“) a v Česku v oblastech těšínského Slezska („kierpce“), moravského Valašska, Kopanic a Horňácka („krpce“).

## Výroba
Jsou vyráběny z nejčastěji z vyčiněných hovězích kůží, tloušťka materiálu (2,5–3,5 mm) je ovlivněna jejich vzorem a velikostí. Při výrobě se hovězí useň může napínat na kopyto, větší kusy kůže jsou pospojovány skrz otvory („stroky“) úzkým řemenem („švihlem“) ze stejného materiálu. Existují dva způsoby výroby: buď se krpce ušijí z jednoho obdélníkového dílu, nebo ze dvou samostatných dílů – svršku a podešve. Tradiční krpce jsou bez podpatku, nepodšité, či jednoduše podšité kůží, moderní krpce mohou být podlepeny usní či umělými materiály a opatřeny nízkým podpatkem.
Dříve jako základní materiál byla nejvíce používána kůže vepřová, v menší míře pak telecí, hovězí nebo kozí či beraní.

## Obutí
Krpce se připevňují řemeny nebo motouzy (omotáváním kolem kotníku). Na izolaci proti chladu a vlhku se do krpců nosí onuce, soukenné papuče nebo tlusté vlněné ponožky.

## Výrobci krpců
Na výrobce lze narazit na jarmarcích a trzích lidových řemesel.